# Vendi (Livonija)
Vendi (latinsko Vendi, latvijsko Vendi, estonsko Võndlased, Võnnulased, Vendid) so bili balto-finsko ljudstvo, ki je živelo od  12. do 16. stoletja na ozemlju okoli  mesta Venden, zdaj Cēsis, v današnji severno-osrednji Latviji. 
Po Henrikovi kroniki Livonije so bili Vendi pred prihodom na območje Vendena v 12. stoletju naseljeni v okrožju Ventava (latinsko Vinda) ob reki Venta blizu sedanjega mesta Ventspils v zahodni Latviji. Zaradi bližine številčnejših finskih in baltskih plemen so se Vendi povezali z nemškimi križarji, ki so leta 1207 začeli graditi kamnit grad v bližini starejše lesene vendske trdnjave. Grad Venden je kasneje postal rezidenca mojstra Livonskega reda. Zadnji znani zapis o Vendih kot ločeni entiteti je iz 16. stoletja. 

## Izvor
Henrik Latvijski je prvič omenil Vende, ko so jih Nemci med livonsko križarsko vojno 1198–1290 pregnali iz Kurlandije in pokristjanili. Raziskovalci tradicionalno verjamejo, da so Vendi govorili finski jezik in so bili sorodniki sosednjih Livoncev in Votov. Livonske Vende se včasih povezuje z zahodnoslovanskimi Vendi.

## Zapuščina
Vendi bi lahko bili povezani z državno zastavo Latvije. Livonska rimana kronika (Livländische Reimchronik) navaja, da je leta 1290, ko je bila za obrambo Rige rekrutirana lokalna milica, prišla milica iz Vendena z "latvijsko rdečo zastavo, prekrižano z belo, v slogu Vendov/Vendenov".